# Диервилла
Диерви́лла (лат. Diervilla) — род двудольных цветковых растений, включённый в подсемейство Диервилловые (Diervilloideae) семейства Жимолостные (Caprifoliaceae). Типовой род подсемейства.

## Название
Научное название рода, Diervilla, было перенято Карлом Линнеем в 1737 году и впоследствии Филипом Миллером в 1754 году у Ж. Питтона де Турнефора. Турнефор в 1706 году назвал это растение в честь Марена Дьервилля, в 1699 или 1700 году привёзшего его из Северной Америки во Францию.

## Ботаническое описание
Представители рода — листопадные кустарники с многочисленными стеблями.
Листья расположены супротивно, на черешках или сидячие, с цельным или пильчато-зубчатым краем. Поверхность листа гладкая или шершавая.
Цветки небольшие, собраны в небольших количествах в кистевидные щитки на концах веток и в пазухах верхних листьев. Чашечка пятидольчатая, долго не опадающая, иногда остающаяся и при зрелых плодах. Венчик в трубке густо опушённый, двугубый, верхняя губа разделена на четыре лопасти. Окраска цветков различных оттенков жёлтого. Тычинки в количестве 5. Пестик длинный, с головчатым рыльцем. Завязь двухгнёздная.
Плод — коробочка, раскрывающаяся на две створки. Семена яйцевидные, мелкие.

## Ареал
Виды рода Диервилла в естественных условиях распространены на востоке Северной Америки. Северная граница ареала диервиллы жимолостной — Ньюфаундленд, южная граница распространения диервиллы сидячелистной и диервиллы ручейной — Алабама и Джорджия.

## Значение
Все виды рода могут использоваться для создания живых изгородей. Они легко размножаются делением куста весной.

## Таксономия
|  |                         |  |                                          |                                          |                           |  | ещё 5 подсемейств, в том числе Ворсянковые |             |               |        |
|  |                         |  |                                          |                                          |                           |  |                                            |             |               | 3 вида |
|  |                         |  |                                          | семейство Жимолостные                    |                           |  |                                            |             | род Диервилла |        |
|  |                         |  |                                          | семейство Жимолостные                    |                           |  |                                            |             | род Диервилла |        |
|  | порядок Ворсянкоцветные |  |                                          |                                          | подсемейство Диервилловые |  |                                            |             |               |        |
|  | порядок Ворсянкоцветные |  |                                          |                                          |                           |  |                                            |             |               |        |
|  |                         |  | семейство Адоксовые (по Системе APG III) | семейство Адоксовые (по Системе APG III) |                           |  |                                            | род Вейгела | род Вейгела   |        |
|  |                         |  |                                          | семейство Адоксовые (по Системе APG III) |                           |  |                                            |             | род Вейгела   |        |

### Виды
- Diervilla lonicera Mill., 1768 — Диервилла жимолостная
- Diervilla rivularis Gatt., 1888 — Диервилла ручейная
- Diervilla sessilifolia Buckley, 1843 — Диервилла сидячелистная